# Вуттерс, Уильям
Уильям Вуттерс (англ. William Kent Wootters) — американский физик-теоретик. Известен своими основополагающими результатами в области квантовой информатики, в том числе по квантовой телепортации.

## Награды
В число наград входят:
- International Quantum Communication Award (2006) [1].
- Prize for a Faculty Member for Research in an Undergraduate Institution [2]
- Thomson Reuters Citation Laureates (2012) [3].